# Temporada da NBA de 2020-21
A Temporada da NBA de 2020–21 foi a 75ª temporada da National Basketball Association (NBA), embora o 75º aniversário não tenha sido comemorado até a temporada seguinte. Devido à pandemia de COVID-19, a temporada regular foi reduzida para 72 jogos e começou em 22 de dezembro de 2020. O NBA All-Star Game de 2021 foi disputado em 7 de março, na State Farm Arena, em Atlanta, e foi vencido pelo Team LeBron por 170-150. Um torneio play-in, envolvendo as equipes classificadas do 7º ao 10º, ocorreu de 18 a 21 de maio, para definir os dois últimos classificados aos playoffs em cada conferência. Os playoffs aconteceram no formato padrão de 16 equipes de 22 de maio a 20 de julho de 2021. Devido às restrições impostas pelo governo canadense, o Toronto Raptors realizou seus jogos em casa na Amalie Arena, em Tampa, Flórida.

## Transferências

### Aposentadorias
- 8 de setembro de 2020 - Marvin Williams anunciou sua aposentadoria da NBA. Williams jogou por quatro times durante sua carreira de 15 anos na NBA.[2]
- 14 de setembro de 2020 - Leandro Barbosa anunciou sua aposentadoria da NBA. Barbosa jogou 14 temporadas na NBA, vencendo um campeonato com o Golden State Warriors em 2015.[3][4]
- 24 de outubro de 2020 - Kevin Séraphin anunciou sua aposentadoria da NBA. Séraphin jogou por três times durante sua carreira de sete anos na NBA.[5][6]
- 16 de novembro de 2020 - Corey Brewer anunciou sua aposentadoria da NBA. Brewer jogou por 12 anos na NBA por oito times, ganhando um campeonato com o Dallas Mavericks em 2011.[7]
- 18 de novembro de 2020 - Dorell Wright anunciou sua aposentadoria da NBA. Wright jogou por quatro times durante sua carreira de 11 anos na NBA.[8]
- 25 de novembro de 2020 - Aaron Brooks anunciou sua aposentadoria da NBA. Brooks jogou por sete times durante sua carreira de 13 anos na NBA.[9]
- 30 de novembro de 2020 - Andrew Bogut anunciou sua aposentadoria da NBA. Bogut jogou por cinco times durante sua carreira de 14 anos na NBA, ganhando um campeonato com o Golden State Warriors em 2015.[10][11]
- 30 de novembro de 2020 - Evan Turner anunciou sua aposentadoria da NBA. Turner jogou 10 temporadas por cinco times durante seu tempo na NBA.[12]

- 4 de fevereiro de 2021 - Lucas Nogueira anunciou sua aposentadoria da NBA. Nogueira jogou pelo Toronto Raptors durante toda a sua carreira de quatro anos na NBA.[13]
- 1 de março de 2021 - Joakim Noah anunciou sua aposentadoria da NBA. Noah jogou por quatro equipes durante seus 13 anos de carreira na NBA. Ele foi o Jogador Defensivo do Ano de 2014, e duas vezes All-Star.[14]
- 31 de março de 2021 - Thabo Sefolosha anunciou sua aposentadoria da NBA. Sefolosha jogou por cinco equipes durante sua carreira de 14 anos na NBA.[15]
- 15 de abril de 2021 - LaMarcus Aldridge anunciou sua aposentadoria da NBA como resultado de preocupações com a saúde. Aldridge jogou por três equipes durante seus 15 anos de carreira na NBA, e foi sete vezes All-star.[16]

### Alteração no comando técnico
| Fora de temporada     |                            |                 |
| Equipe                | 2018-19                    | 2019–20         |
| Brooklyn Nets         | Jacque Vaughn (provisório) | Steve Nash      |
| Chicago Bulls         | Jim Boylen                 | Billy Donovan   |
| Houston Rockets       | Mike D'Antoni              | Stephen Silas   |
| Indiana Pacers        | Nate McMillan              | Nate Bjorkgren  |
| Los Angeles Clippers  | Doc Rivers                 | Tyronn Lue      |
| New Orleans Pelicans  | Alvin Gentry               | Stan Van Gundy  |
| New York Knicks       | Mike Miller (provisório)   | Tom Thibodeau   |
| Oklahoma City Thunder | Billy Donovan              | Mark Daigneault |
| Philadelphia 76ers    | Brett Brown                | Doc Rivers      |

#### Fora de temporada
- 30 de julho de 2020 - O New York Knicks contratou Tom Thibodeau como seu novo treinador principal.[17]
- 14 de agosto de 2020 - O Chicago Bulls demitiu o técnico Jim Boylen após duas temporadas.[18]
- 15 de agosto de 2020 - O New Orleans Pelicans demitiu o técnico Alvin Gentry após cinco temporadas com a equipe.[19]
- 24 de agosto de 2020 - O Philadelphia 76ers demitiu o técnico Brett Brown após sete temporadas com a equipe.[20]
- 26 de agosto de 2020 - O Indiana Pacers demitiu o técnico Nate McMillan após quatro temporadas com a equipe.[21]
- 3 de setembro de 2020 - O Brooklyn Nets contratou Steve Nash como seu novo treinador principal.[22]
- 8 de setembro de 2020 - O Oklahoma City Thunder e o técnico Billy Donovan concordaram mutuamente em se separar após cinco temporadas.[23]
- 13 de setembro de 2020 - Mike D'Antoni informou ao Houston Rockets que não voltaria como treinador principal depois de treinar o time por quatro temporadas.[24]
- 22 de setembro de 2020 - O Chicago Bulls contratou Billy Donovan como seu novo treinador principal.[25]
- 28 de setembro de 2020 - O Los Angeles Clippers e o técnico Doc Rivers concordaram mutuamente em se separar após sete temporadas com a equipe.[26]
- 3 de outubro de 2020 - O Philadelphia 76ers contratou Doc Rivers como seu novo treinador principal.[27]
- 20 de outubro de 2020 - O Indiana Pacers contratou Nate Bjorkgren como seu novo treinador principal.[28]
- 20 de outubro de 2020 - O Los Angeles Clippers promoveu Tyronn Lue como seu novo treinador principal.[29]
- 22 de outubro de 2020 - O New Orleans Pelicans contratou Stan Van Gundy como seu novo treinador principal.[30]
- 30 de outubro de 2020 - O Houston Rockets contratou Stephen Silas como seu novo treinador principal.[31]
- 11 de novembro de 2020 - O Oklahoma City Thunder promoveu Mark Daigneault como seu novo treinador principal.[32]

## Pré-temporada
A pandemia de COVID-19 na América do Norte adiou a conclusão da temporada anterior de 2019-2020 e os playoffs para o outono, atrasando a data de início dos treinamentos para 10 de novembro de 2020. A pré-temporada começou em 11 de dezembro de 2020, e terminou em 19 de dezembro de 2020.

## Temporada regular
O início da temporada regular de 2020–21 foi adiado por causa da pandemia COVID-19. A NBA inicialmente definiu uma data alvo de 1º de dezembro de 2020. No entanto, o comissário da NBA, Adam Silver, sugeriu adiar ainda mais a temporada até pelo menos janeiro, porque as ordens de saúde locais em cada cidade limitariam a participação dos fãs. A NBA recebe 40 por cento de sua receita através do público nas arenas e, portanto, atrasar a temporada até que fosse mais seguro deixar mais fãs nos jogos diminuiria os problemas financeiros. A liga também considerou organizar a programação de forma que as equipes tivessem menos viagens, com jogos consecutivos nas mesmas cidades contra o mesmo oponente. A diretora executiva da National Basketball Players Association, Michele Roberts, também sugeriu que a temporada teria que começar dentro de um ambiente de "bolha", semelhante aos playoffs de 2020.
Em 13 de outubro, a NBA atrasou a data de início da temporada regular de dezembro de 2020 para o Dia de Martin Luther King, em 18 de janeiro de 2021. Mais tarde, em outubro, no entanto, a Sports Illustrated informou que a NBA tinha como alvo 22 de dezembro de 2020, como o primeiro dia da temporada. Em 5 de novembro de 2020, a National Basketball Players Association (NBPA) aprovou provisoriamente uma temporada regular de 72 jogos que começaria em 22 de dezembro de 2020. A temporada deveria apresentar uma programação condensada para que as finais pudessem ser disputadas mais uma vez em junho, o que permitiria aos jogadores da liga participar dos Jogos Olímpicos de 2020; as Olimpíadas foram adiadas para 2021 por causa da Pandemia de COVID-19 no Japão.
Em 17 de novembro, a NBA anunciou que a temporada regular de 72 jogos seria de 22 de dezembro a 16 de maio. Cada equipe jogaria três jogos contra cada oponente de sua própria conferência e dois jogos contra cada oponente da interconferência. A temporada incluiria uma pausa de seis dias no All-Star, de 5 a 10 de março, mesmo que o All-Star Game e as festividades relacionadas pudessem ser cancelados.
| Conferência Leste    |    |        |                     |    |    |       |
| Divisão do Atlântico |    |        |                     |    |    |       |
| #                    | C  | Equipe | Equipe              | V  | D  | PCT   |
| 1                    | 1  |        | Philadelphia 76ers  | 49 | 23 | 0.681 |
| 2                    | 2  |        | Brooklyn Nets       | 48 | 24 | 0.667 |
| 3                    | 4  |        | New York Knicks     | 41 | 31 | 0.569 |
| 4                    | 7  |        | Boston Celtics      | 36 | 36 | 0.500 |
| 5                    | 12 |        | Toronto Raptors     | 27 | 45 | 0.375 |
| Divisão Central      |    |        |                     |    |    |       |
| #                    | C  | Equipe | Equipe              | V  | D  | PCT   |
| 1                    | 3  |        | Milwaukee Bucks     | 46 | 23 | 0.639 |
| 2                    | 9  |        | Indiana Pacers      | 34 | 38 | 0.472 |
| 3                    | 11 |        | Chicago Bulls       | 31 | 41 | 0.431 |
| 4                    | 13 |        | Cleveland Cavaliers | 22 | 50 | 0.306 |
| 5                    | 15 |        | Detroit Pistons     | 20 | 52 | 0.278 |
| Divisão Sudeste      |    |        |                     |    |    |       |
| #                    | C  | Equipe | Equipe              | V  | D  | PCT   |
| 1                    | 5  |        | Atlanta Hawks       | 41 | 31 | 0.569 |
| 2                    | 6  |        | Miami Heat          | 40 | 32 | 0.556 |
| 3                    | 8  |        | Washington Wizards  | 34 | 38 | 0.472 |
| 4                    | 10 |        | Charlotte Hornets   | 33 | 39 | 0.458 |
| 5                    | 14 |        | Orlando Magic       | 21 | 51 | 0.292 |

| Conferência Oeste   |    |        |                        |    |    |       |
| Divisão Noroeste    |    |        |                        |    |    |       |
| #                   | C  | Equipe | Equipe                 | V  | D  | PCT   |
| 1                   | 1  |        | Utah Jazz              | 52 | 20 | 0.722 |
| 2                   | 3  |        | Denver Nuggets         | 47 | 25 | 0.653 |
| 3                   | 6  |        | Portland Trail Blazers | 42 | 30 | 0.583 |
| 4                   | 13 |        | Minnesota Timberwolves | 23 | 49 | 0.319 |
| 5                   | 14 |        | Oklahoma City Thunder  | 22 | 50 | 0.306 |
| Divisão do Pacífico |    |        |                        |    |    |       |
| #                   | C  | Equipe | Equipe                 | V  | D  | PCT   |
| 1                   | 2  |        | Phoenix Suns           | 51 | 21 | 0.708 |
| 2                   | 4  |        | Los Angeles Clippers   | 47 | 25 | 0.653 |
| 3                   | 7  |        | Los Angeles Lakers     | 42 | 30 | 0.583 |
| 4                   | 8  |        | Golden State Warriors  | 39 | 33 | 0.542 |
| 5                   | 12 |        | Sacramento Kings       | 31 | 41 | 0.431 |
| Divisão Sudoeste    |    |        |                        |    |    |       |
| #                   | C  | Equipe | Equipe                 | V  | D  | PCT   |
| 1                   | 5  |        | Dallas Mavericks       | 42 | 30 | 0.583 |
| 2                   | 9  |        | Memphis Grizzlies      | 38 | 34 | 0.528 |
| 3                   | 10 |        | San Antonio Spurs      | 33 | 39 | 0.458 |
| 4                   | 11 |        | New Orleans Pelicans   | 31 | 41 | 0.431 |
| 5                   | 15 |        | Houston Rockets        | 17 | 55 | 0.236 |

# = Posição na divisão, C = Posição na conferência, V = Vitórias, D = Derrotas, PCT = aproveitamento %

### Classificação por conferência
| #  | Conferência Leste       | Conferência Leste | Conferência Leste | Conferência Leste | Conferência Leste | Conferência Leste |
| #  | Time                    | V                 | D                 | PCT               | JA                | J                 |
| -- | ----------------------- | ----------------- | ----------------- | ----------------- | ----------------- | ----------------- |
| 1  | c – Philadelphia 76ers  | 49                | 23                | 0.681             | –                 | 72                |
| 2  | x – Brooklyn Nets       | 48                | 24                | 0.667             | 1.0               | 72                |
| 3  | y – Milwaukee Bucks     | 46                | 23                | 0.639             | 3.0               | 72                |
| 4  | x – New York Knicks     | 41                | 31                | 0.569             | 8.0               | 72                |
| 5  | y – Atlanta Hawks       | 41                | 31                | 0.569             | 8.0               | 72                |
| 6  | x – Miami Heat          | 40                | 32                | 0.556             | 9.0               | 72                |
|    |                         |                   |                   |                   |                   |                   |
| 7  | pi – Boston Celtics     | 36                | 36                | 0.500             | 13.0              | 72                |
| 8  | pi – Washington Wizards | 34                | 38                | 0.472             | 15.0              | 72                |
| 9  | pi – Indiana Pacers     | 34                | 38                | 0.472             | 15.0              | 72                |
| 10 | pi – Charlotte Hornets  | 33                | 39                | 0.458             | 16.0              | 72                |
|    |                         |                   |                   |                   |                   |                   |
| 11 | o – Chicago Bulls       | 31                | 41                | 0.431             | 18.0              | 72                |
| 12 | o – Toronto Raptors     | 27                | 45                | 0.375             | 22.0              | 72                |
| 13 | o – Cleveland Cavaliers | 22                | 50                | 0.306             | 27.0              | 72                |
| 14 | o – Orlando Magic       | 21                | 51                | 0.292             | 28.0              | 72                |
| 15 | o – Detroit Pistons     | 20                | 52                | 0.278             | 29.0              | 72                |

| #  | Conferência Oeste          | Conferência Oeste | Conferência Oeste | Conferência Oeste | Conferência Oeste | Conferência Oeste |
| #  | Time                       | V                 | D                 | PCT               | JA                | J                 |
| -- | -------------------------- | ----------------- | ----------------- | ----------------- | ----------------- | ----------------- |
| 1  | z – Utah Jazz              | 52                | 20                | 0.722             | –                 | 72                |
| 2  | y – Phoenix Suns           | 51                | 21                | 0.708             | 1.0               | 72                |
| 3  | x – Denver Nuggets         | 47                | 25                | 0.653             | 5.0               | 72                |
| 4  | x – Los Angeles Clippers   | 47                | 25                | 0.653             | 5.0               | 72                |
| 5  | y – Dallas Mavericks       | 42                | 30                | 0.583             | 10.0              | 72                |
| 6  | x – Portland Trail Blazers | 42                | 30                | 0.583             | 10.0              | 72                |
|    |                            |                   |                   |                   |                   |                   |
| 7  | pi – Los Angeles Lakers    | 42                | 30                | 0.583             | 10.0              | 72                |
| 8  | pi – Golden State Warriors | 39                | 33                | 0.542             | 13.0              | 72                |
| 9  | pi - Memphis Grizzlies     | 38                | 34                | 0.528             | 14.0              | 72                |
| 10 | pi - San Antonio Spurs     | 33                | 39                | 0.458             | 19.0              | 72                |
|    |                            |                   |                   |                   |                   |                   |
| 11 | o – New Orleans Pelicans   | 31                | 41                | 0.431             | 21.0              | 72                |
| 12 | o – Sacramento Kings       | 31                | 41                | 0.431             | 21.0              | 72                |
| 13 | o – Minnesota Timberwolves | 23                | 49                | 0.319             | 29.0              | 72                |
| 14 | o - Oklahoma City Thunder  | 22                | 50                | 0.306             | 30.0              | 72                |
| 15 | o – Houston Rockets        | 17                | 55                | 0.236             | 35.0              | 72                |

| Notas - c – Ganhou a vantagem de decidir em casa até a decisão de conferência dos playoffs. | - o - Eliminado das chances de playoffs. |

## Torneio Play-in
A NBA estabeleceu um "torneio Play-in" para as equipes classificadas nas posições de 7 a 10 em cada conferência entre os dias 18 a 21 de maio. A equipe do 7º colocado enfrentará a equipe do 8º colocado, com o vencedor ganhando como o 7º classificado aos playoffs. A equipe do 9º colocado jogará com a equipe do 10º colocado, sendo o perdedor desse jogo eliminado. O perdedor da disputa entre o 7º e 8º jogará então com o vencedor da disputa entre o 9º e 10º, com o vencedor desse jogo ganhando como o 8º classificado e o perdedor sendo eliminado.
| Conferência Leste |

|  | Primeira rodada | Primeira rodada    | Primeira rodada |                |     | Segunda rodada     | Segunda rodada | Segunda rodada |  |
|  |                 |                    |                 |                |     |                    |                |                |  |
|  | 7               | Boston Celtics     | 118             |                |     |                    |                |                |  |
|  | 7               | Boston Celtics     | 118             |                |     |                    |                |                |  |
|  | 8               | Washington Wizards | 100             |                |     |                    |                |                |  |
|  | 8               | Washington Wizards | 100             |                | 8   | Washington Wizards | 142            |                |  |
|  |                 |                    |                 |                | 8   | Washington Wizards | 142            |                |  |
|  |                 |                    | 9               | Indiana Pacers | 115 |                    |                |                |  |
|  | 9               | Indiana Pacers     | 9               | Indiana Pacers | 115 | 144                |                |                |  |
|  | 9               | Indiana Pacers     |                 |                |     |                    |                |                |  |
|  | 10              | Charlotte Hornets  | 117             |                |     |                    |                |                |  |

| Conferência Oeste |

|  | Primeira rodada | Primeira rodada       | Primeira rodada |                   |     | Segunda rodada        | Segunda rodada | Segunda rodada |  |
|  |                 |                       |                 |                   |     |                       |                |                |  |
|  | 7               | Los Angeles Lakers    | 103             |                   |     |                       |                |                |  |
|  | 7               | Los Angeles Lakers    | 103             |                   |     |                       |                |                |  |
|  | 8               | Golden State Warriors | 100             |                   |     |                       |                |                |  |
|  | 8               | Golden State Warriors | 100             |                   | 8   | Golden State Warriors | 112            |                |  |
|  |                 |                       |                 |                   | 8   | Golden State Warriors | 112            |                |  |
|  |                 |                       | 9               | Memphis Grizzlies | 117 |                       |                |                |  |
|  | 9               | Memphis Grizzlies     | 9               | Memphis Grizzlies | 117 | 100                   |                |                |  |
|  | 9               | Memphis Grizzlies     |                 |                   |     |                       |                |                |  |
|  | 10              | San Antonio Spurs     | 96              |                   |     |                       |                |                |  |

## Pós-temporada
Os playoffs começaram em 22 de maio no formato padrão de playoffs, com quatro rodadas em séries de melhor de sete. As finais da NBA de 2021 começaram em 6 de julho, terminando com o Jogo 6 em 20 de julho.
|  | Primeira rodada   | Primeira rodada        | Primeira rodada |                      |   | Semifinais de Conferência | Semifinais de Conferência | Semifinais de Conferência |  |  | Finais de Conferência | Finais de Conferência | Finais de Conferência |  |  | Finais da NBA | Finais da NBA | Finais da NBA |  |
|  |                   |                        |                 |                      |   |                           |                           |                           |  |  |                       |                       |                       |  |  |               |               |               |  |
|  | 1                 | Philadelphia 76ers*    | 4               |                      |   |                           |                           |                           |  |  |                       |                       |                       |  |  |               |               |               |  |
|  | 1                 | Philadelphia 76ers*    | 4               |                      |   |                           |                           |                           |  |  |                       |                       |                       |  |  |               |               |               |  |
|  | 8                 | Washington Wizards     | 1               |                      |   |                           |                           |                           |  |  |                       |                       |                       |  |  |               |               |               |  |
|  | 8                 | Washington Wizards     | 1               |                      | 1 | Philadelphia 76ers*       | 3                         |                           |  |  |                       |                       |                       |  |  |               |               |               |  |
|  |                   |                        |                 |                      | 1 | Philadelphia 76ers*       | 3                         |                           |  |  |                       |                       |                       |  |  |               |               |               |  |
|  |                   |                        | 5               | Atlanta Hawks*       | 4 |                           |                           |                           |  |  |                       |                       |                       |  |  |               |               |               |  |
|  | 4                 | New York Knicks        | 5               | Atlanta Hawks*       | 4 | 1                         |                           |                           |  |  |                       |                       |                       |  |  |               |               |               |  |
|  | 4                 | New York Knicks        |                 |                      |   |                           |                           |                           |  |  |                       |                       |                       |  |  |               |               |               |  |
|  | 5                 | Atlanta Hawks*         | 4               |                      |   |                           |                           |                           |  |  |                       |                       |                       |  |  |               |               |               |  |
|  | 5                 | Atlanta Hawks*         | 4               |                      | 5 | Atlanta Hawks*            | 2                         |                           |  |  |                       |                       |                       |  |  |               |               |               |  |
|  | Conferência Leste |                        |                 |                      | 5 | Atlanta Hawks*            | 2                         |                           |  |  |                       |                       |                       |  |  |               |               |               |  |
|  |                   |                        | 3               | Milwaukee Bucks*     | 4 |                           |                           |                           |  |  |                       |                       |                       |  |  |               |               |               |  |
|  | 3                 | Milwaukee Bucks*       | 3               | Milwaukee Bucks*     | 4 | 4                         |                           |                           |  |  |                       |                       |                       |  |  |               |               |               |  |
|  | 3                 | Milwaukee Bucks*       |                 |                      |   |                           |                           |                           |  |  |                       |                       |                       |  |  |               |               |               |  |
|  | 6                 | Miami Heat             | 0               |                      |   |                           |                           |                           |  |  |                       |                       |                       |  |  |               |               |               |  |
|  | 6                 | Miami Heat             | 0               |                      | 3 | Milwaukee Bucks*          | 4                         |                           |  |  |                       |                       |                       |  |  |               |               |               |  |
|  |                   |                        |                 |                      | 3 | Milwaukee Bucks*          | 4                         |                           |  |  |                       |                       |                       |  |  |               |               |               |  |
|  |                   |                        | 2               | Brooklyn Nets        | 3 |                           |                           |                           |  |  |                       |                       |                       |  |  |               |               |               |  |
|  | 2                 | Brooklyn Nets          | 2               | Brooklyn Nets        | 3 | 4                         |                           |                           |  |  |                       |                       |                       |  |  |               |               |               |  |
|  | 2                 | Brooklyn Nets          |                 |                      |   |                           |                           |                           |  |  |                       |                       |                       |  |  |               |               |               |  |
|  | 7                 | Boston Celtics         | 1               |                      |   |                           |                           |                           |  |  |                       |                       |                       |  |  |               |               |               |  |
|  | 7                 | Boston Celtics         | 1               |                      | 3 | Milwaukee Bucks*          | 4                         |                           |  |  |                       |                       |                       |  |  |               |               |               |  |
|  |                   |                        |                 |                      |   |                           |                           |                           |  |  |                       |                       |                       |  |  |               |               |               |  |
|  |                   |                        | 2               | Phoenix Suns*        | 2 |                           |                           |                           |  |  |                       |                       |                       |  |  |               |               |               |  |
|  | 1                 | Utah Jazz*             | 2               | Phoenix Suns*        | 2 | 4                         |                           |                           |  |  |                       |                       |                       |  |  |               |               |               |  |
|  | 1                 | Utah Jazz*             |                 |                      |   |                           |                           |                           |  |  |                       |                       |                       |  |  |               |               |               |  |
|  | 8                 | Memphis Grizzlies      | 1               |                      |   |                           |                           |                           |  |  |                       |                       |                       |  |  |               |               |               |  |
|  | 8                 | Memphis Grizzlies      | 1               |                      | 1 | Utah Jazz*                | 2                         |                           |  |  |                       |                       |                       |  |  |               |               |               |  |
|  |                   |                        |                 |                      | 1 | Utah Jazz*                | 2                         |                           |  |  |                       |                       |                       |  |  |               |               |               |  |
|  |                   |                        | 4               | Los Angeles Clippers | 4 |                           |                           |                           |  |  |                       |                       |                       |  |  |               |               |               |  |
|  | 4                 | Los Angeles Clippers   | 4               | Los Angeles Clippers | 4 | 4                         |                           |                           |  |  |                       |                       |                       |  |  |               |               |               |  |
|  | 4                 | Los Angeles Clippers   |                 |                      |   |                           |                           |                           |  |  |                       |                       |                       |  |  |               |               |               |  |
|  | 5                 | Dallas Mavericks*      | 3               |                      |   |                           |                           |                           |  |  |                       |                       |                       |  |  |               |               |               |  |
|  | 5                 | Dallas Mavericks*      | 3               |                      | 4 | Los Angeles Clippers      | 2                         |                           |  |  |                       |                       |                       |  |  |               |               |               |  |
|  | Conferência Oeste |                        |                 |                      | 4 | Los Angeles Clippers      | 2                         |                           |  |  |                       |                       |                       |  |  |               |               |               |  |
|  |                   |                        | 2               | Phoenix Suns*        | 4 |                           |                           |                           |  |  |                       |                       |                       |  |  |               |               |               |  |
|  | 3                 | Denver Nuggets         | 2               | Phoenix Suns*        | 4 | 4                         |                           |                           |  |  |                       |                       |                       |  |  |               |               |               |  |
|  | 3                 | Denver Nuggets         |                 |                      |   |                           |                           |                           |  |  |                       |                       |                       |  |  |               |               |               |  |
|  | 6                 | Portland Trail Blazers | 2               |                      |   |                           |                           |                           |  |  |                       |                       |                       |  |  |               |               |               |  |
|  | 6                 | Portland Trail Blazers | 2               |                      | 3 | Denver Nuggets            | 0                         |                           |  |  |                       |                       |                       |  |  |               |               |               |  |
|  |                   |                        |                 |                      | 3 | Denver Nuggets            | 0                         |                           |  |  |                       |                       |                       |  |  |               |               |               |  |
|  |                   |                        | 2               | Phoenix Suns*        | 4 |                           |                           |                           |  |  |                       |                       |                       |  |  |               |               |               |  |
|  | 2                 | Phoenix Suns*          | 2               | Phoenix Suns*        | 4 | 4                         |                           |                           |  |  |                       |                       |                       |  |  |               |               |               |  |
|  | 2                 | Phoenix Suns*          |                 |                      |   |                           |                           |                           |  |  |                       |                       |                       |  |  |               |               |               |  |
|  | 7                 | Los Angeles Lakers     | 2               |                      |   |                           |                           |                           |  |  |                       |                       |                       |  |  |               |               |               |  |

* - Campeão da Divisão

## Finais
|              | Milwaukee Bucks           | Phoenix Suns      |
| ------------ | ------------------------- | ----------------- |
| Pontos       | Khris Middleton, 29       | Chris Paul, 32    |
| Rebotes      | Giannis Antetokounmpo, 17 | Deandre Ayton, 19 |
| Assistências | Jrue Holiday, 9           | Chris Paul, 9     |

| Placar          | 1  | 2  | 3  | 4  | Total |
| --------------- | -- | -- | -- | -- | ----- |
| Milwaukee Bucks | 26 | 23 | 27 | 29 | 105   |
| Phoenix Suns    | 30 | 27 | 35 | 26 | 118   |

|              | Milwaukee Bucks           | Phoenix Suns      |
| ------------ | ------------------------- | ----------------- |
| Pontos       | Khris Middleton, 29       | Chris Paul, 32    |
| Rebotes      | Giannis Antetokounmpo, 17 | Deandre Ayton, 19 |
| Assistências | Jrue Holiday, 9           | Chris Paul, 9     |

| Placar          | 1  | 2  | 3  | 4  | Total |
| --------------- | -- | -- | -- | -- | ----- |
| Milwaukee Bucks | 26 | 23 | 27 | 29 | 105   |
| Phoenix Suns    | 30 | 27 | 35 | 26 | 118   |

|              | Milwaukee Bucks           | Phoenix Suns      |
| ------------ | ------------------------- | ----------------- |
| Pontos       | Giannis Antetokounmpo 42  | Devin Booker, 31  |
| Rebotes      | Giannis Antetokounmpo, 12 | Deandre Ayton, 11 |
| Assistências | Khris Middleton 8         | Chris Paul, 8     |

| Placar          | 1  | 2  | 3  | 4  | Total |
| --------------- | -- | -- | -- | -- | ----- |
| Milwaukee Bucks | 29 | 16 | 33 | 30 | 108   |
| Phoenix Suns    | 26 | 30 | 32 | 30 | 118   |

|              | Milwaukee Bucks           | Phoenix Suns      |
| ------------ | ------------------------- | ----------------- |
| Pontos       | Giannis Antetokounmpo 42  | Devin Booker, 31  |
| Rebotes      | Giannis Antetokounmpo, 12 | Deandre Ayton, 11 |
| Assistências | Khris Middleton 8         | Chris Paul, 8     |

| Placar          | 1  | 2  | 3  | 4  | Total |
| --------------- | -- | -- | -- | -- | ----- |
| Milwaukee Bucks | 29 | 16 | 33 | 30 | 108   |
| Phoenix Suns    | 26 | 30 | 32 | 30 | 118   |

|              | Phoenix Suns     | Milwaukee Bucks           |
| ------------ | ---------------- | ------------------------- |
| Pontos       | Chris Paul, 19   | Giannis Antetokounmpo, 41 |
| Rebotes      | Deandre Ayton, 9 | Giannis Antetokounmpo, 13 |
| Assistências | Chris Paul, 9    | Jrue Holiday, 9           |

| Placar          | 1  | 2  | 3  | 4  | Total |
| --------------- | -- | -- | -- | -- | ----- |
| Phoenix Suns    | 28 | 17 | 31 | 24 | 100   |
| Milwaukee Bucks | 25 | 35 | 38 | 22 | 120   |

|              | Phoenix Suns     | Milwaukee Bucks           |
| ------------ | ---------------- | ------------------------- |
| Pontos       | Chris Paul, 19   | Giannis Antetokounmpo, 41 |
| Rebotes      | Deandre Ayton, 9 | Giannis Antetokounmpo, 13 |
| Assistências | Chris Paul, 9    | Jrue Holiday, 9           |

| Placar          | 1  | 2  | 3  | 4  | Total |
| --------------- | -- | -- | -- | -- | ----- |
| Phoenix Suns    | 28 | 17 | 31 | 24 | 100   |
| Milwaukee Bucks | 25 | 35 | 38 | 22 | 120   |

|              | Phoenix Suns      | Milwaukee Bucks           |
| ------------ | ----------------- | ------------------------- |
| Pontos       | Devin Booker, 42  | Khris Middleton, 40       |
| Rebotes      | Deandre Ayton, 17 | Giannis Antetokounmpo, 14 |
| Assistências | Chris Paul, 7     | Giannis Antetokounmpo, 8  |

| Placar          | 1  | 2  | 3  | 4  | Total |
| --------------- | -- | -- | -- | -- | ----- |
| Phoenix Suns    | 23 | 29 | 30 | 21 | 103   |
| Milwaukee Bucks | 20 | 32 | 24 | 33 | 109   |

|              | Phoenix Suns      | Milwaukee Bucks           |
| ------------ | ----------------- | ------------------------- |
| Pontos       | Devin Booker, 42  | Khris Middleton, 40       |
| Rebotes      | Deandre Ayton, 17 | Giannis Antetokounmpo, 14 |
| Assistências | Chris Paul, 7     | Giannis Antetokounmpo, 8  |

| Placar          | 1  | 2  | 3  | 4  | Total |
| --------------- | -- | -- | -- | -- | ----- |
| Phoenix Suns    | 23 | 29 | 30 | 21 | 103   |
| Milwaukee Bucks | 20 | 32 | 24 | 33 | 109   |

|              | Milwaukee Bucks           | Phoenix Suns      |
| ------------ | ------------------------- | ----------------- |
| Pontos       | Giannis Antetokounmpo, 32 | Devin Booker, 40  |
| Rebotes      | Giannis Antetokounmpo, 9  | Deandre Ayton, 10 |
| Assistências | Jrue Holiday, 13          | Chris Paul, 11    |

| Placar          | 1  | 2  | 3  | 4  | Total |
| --------------- | -- | -- | -- | -- | ----- |
| Milwaukee Bucks | 21 | 43 | 36 | 23 | 123   |
| Phoenix Suns    | 37 | 24 | 29 | 29 | 119   |

|              | Milwaukee Bucks           | Phoenix Suns      |
| ------------ | ------------------------- | ----------------- |
| Pontos       | Giannis Antetokounmpo, 32 | Devin Booker, 40  |
| Rebotes      | Giannis Antetokounmpo, 9  | Deandre Ayton, 10 |
| Assistências | Jrue Holiday, 13          | Chris Paul, 11    |

| Placar          | 1  | 2  | 3  | 4  | Total |
| --------------- | -- | -- | -- | -- | ----- |
| Milwaukee Bucks | 21 | 43 | 36 | 23 | 123   |
| Phoenix Suns    | 37 | 24 | 29 | 29 | 119   |

|              | Phoenix Suns     | Milwaukee Bucks           |
| ------------ | ---------------- | ------------------------- |
| Pontos       | Chris Paul, 26   | Giannis Antetokounmpo, 50 |
| Rebotes      | Jae Crowder, 13  | Giannis Antetokounmpo, 14 |
| Assistências | Booker e Paul, 5 | Jrue Holiday, 11          |

| Placar          | 1  | 2  | 3  | 4  | Total |
| --------------- | -- | -- | -- | -- | ----- |
| Phoenix Suns    | 16 | 31 | 30 | 21 | 98    |
| Milwaukee Bucks | 29 | 13 | 35 | 29 | 105   |

|              | Phoenix Suns     | Milwaukee Bucks           |
| ------------ | ---------------- | ------------------------- |
| Pontos       | Chris Paul, 26   | Giannis Antetokounmpo, 50 |
| Rebotes      | Jae Crowder, 13  | Giannis Antetokounmpo, 14 |
| Assistências | Booker e Paul, 5 | Jrue Holiday, 11          |

| Placar          | 1  | 2  | 3  | 4  | Total |
| --------------- | -- | -- | -- | -- | ----- |
| Phoenix Suns    | 16 | 31 | 30 | 21 | 98    |
| Milwaukee Bucks | 29 | 13 | 35 | 29 | 105   |

## Estatísticas
| Líderes de estatísticas individuais |                    |                        |       |
| Categoria                           | Jogador            | Equipe                 | Est.  |
| Pontos por jogo                     | Stephen Curry      | Golden State Warriors  | 32.0  |
| Rebotes por jogo                    | Clint Capela       | Atlanta Hawks          | 14.3  |
| Assistências por jogo               | Russell Westbrook  | Washington Wizards     | 11.7  |
| Roubadas por jogo                   | Jimmy Butler       | Miami Heat             | 2.1   |
| Tocos por jogo                      | Myles Turner       | Indiana Pacers         | 3.4   |
| Turnovers por jogo                  | Russell Westbrook  | Washington Wizards     | 4.8   |
| Faltas por jogo                     | Karl-Anthony Towns | Minnesota Timberwolves | 3.7   |
| Minutos por jogo                    | Julius Randle      | New York Knicks        | 37.6  |
| Arremessos                          | Rudy Gobert        | Utah Jazz              | 67.4% |
| Lances Livres                       | Chris Paul         | Phoenix Suns           | 93.4% |
| Cestas de três                      | Joe Harris         | Brooklyn Nets          | 47.5% |
| Duplo-duplos                        | Nikola Jokić       | Denver Nuggets         | 60    |
| Triplo-duplos                       | Russell Westbrook  | Washington Wizards     | 38    |

| Equipes líderes de estatísticas |                       |       |
| Categoria                       | Equipe                | Est.  |
| Pontos por jogo                 | Milwaukee Bucks       | 120.1 |
| Rebotes por jogo                | Utah Jazz             | 48.3  |
| Assistências por jogo           | Golden State Warriors | 27.7  |
| Roubadas por jogo               | Memphis Grizzlies     | 9.1   |
| Tocos por jogo                  | Indiana Pacers        | 6.4   |
| Turnovers por jogo              | Oklahoma City Thunder | 16.1  |
| Faltas por jogo                 | Washington Wizards    | 21.6  |
| Arremessos                      | Brooklyn Nets         | 49.4% |
| Lances livres                   | Los Angeles Clippers  | 83.9% |
| Cestas de três                  | Los Angeles Clippers  | 41.1% |

| Recorde em um jogo na temporada |                   |                        |      |
| Categoria                       | Jogador           | Equipe                 | Est. |
| Pontos                          | Stephen Curry     | Golden State Warriors  | 62   |
| Rebotes                         | Enes Kanter       | Portland Trail Blazers | 30   |
| Assistências                    | Russell Westbrook | Washington Wizards     | 24   |
| Roubadas                        | T. J. McConnell   | Indiana Pacers         | 10   |
| Tocos                           | Clint Capela      | Atlanta Hawks          | 10   |
| Cestas de três                  | Stephen Curry     | Golden State Warriors  | 11   |
| Cestas de três                  | Fred VanVleet     | Toronto Raptors        | 11   |

## Prêmios

### Anual
Os finalistas dos prêmios votados foram anunciados durante os playoffs e os vencedores foram apresentados na cerimônia de premiação.
| Prêmios da NBA de 2020-21       |                                         | |
| Prêmio                          | Vencedor(es)                            | Finalistas |
| Jogador mais valioso            | Nikola Jokić (Denver Nuggets)           | Stephen Curry (Golden State Warriors) Joel Embiid (Philadelphia 76ers)                                                                                           |
| Jogador defensivo do ano        | Rudy Gobert (Utah Jazz)                 | Draymond Green (Golden State Warriors) Ben Simmons (Philadelphia 76ers)                                                                                          |
| Melhor novato do ano            | LaMelo Ball (Charlotte Hornets)         | Anthony Edwards (Minnesota Timberwolves) Tyrese Haliburton (Sacramento Kings)                                                                                    |
| Sexto homem do ano              | Jordan Clarkson (Utah Jazz)             | Joe Ingles (Utah Jazz) Derrick Rose (New York Knicks) |
| Jogador que mais evoluiu do ano | Julius Randle (New York Knicks)         | Jerami Grant (Detroit Pistons) Michael Porter Jr. (Denver Nuggets)                                                                                               |
| Técnico do ano                  | Tom Thibodeau (New York Knicks)         | Quin Snyder (Utah Jazz) Monty Williams (Phoenix Suns) |
| Executivo do ano                | James Jones (Phoenix Suns)              | Dennis Lindsey (Utah Jazz) Sean Marks (Brooklyn Nets) |
| Prêmio de esportividade         | Jrue Holiday (Milwaukee Bucks)          | Bam Adebayo (Miami Heat) Harrison Barnes (Sacramento Kings) Josh Okogie (Minnesota Timberwolves) Kemba Walker (Boston Celtics) Derrick White (San Antonio Spurs) |
| Prêmio de cidadânia             | (não entregue devido à pandemia)        | |
| Companheiro de equipe           | Damian Lillard (Portland Trail Blazers) | Chris Paul (Phoenix Suns) Udonis Haslem (Miami Heat) |

| - All-NBA First Team: - F Giannis Antetokounmpo, Milwaukee Bucks - F Kawhi Leonard, Los Angeles Clippers - C Nikola Jokić, Denver Nuggets - G Stephen Curry, Golden State Warriors - G Luka Dončić, Dallas Mavericks | - All-NBA Second Team: - F Julius Randle, New York Knicks - F LeBron James, Los Angeles Lakers - C Joel Embiid, Philadelphia 76ers - G Damian Lillard, Portland Trail Blazers - G Chris Paul, Phoenix Suns | - All-NBA Third Team: - F Jimmy Butler, Miami Heat - F Paul George, Los Angeles Clippers - C Rudy Gobert, Utah Jazz - G Bradley Beal, Washington Wizards - G Kyrie Irving, Brooklyn Nets |

| - NBA All-Defensive First Team: - F Draymond Green, Golden State Warriors - F Giannis Antetokounmpo, Milwaukee Bucks - C Rudy Gobert, Utah Jazz - G Ben Simmons, Philadelphia 76ers - G Jrue Holiday, Milwaukee Bucks | - NBA All-Defensive Second Team: - F Bam Adebayo, Miami Heat - F Kawhi Leonard, Los Angeles Clippers - C Joel Embiid, Philadelphia 76ers - G Jimmy Butler, Miami Heat - G Matisse Thybulle, Philadelphia 76ers |

| - NBA All-Rookie First Team: - LaMelo Ball, Charlotte Hornets - Anthony Edwards, Minnesota Timberwolves - Tyrese Haliburton, Sacramento Kings - Saddiq Bey, Detroit Pistons - Jae'Sean Tate, Houston Rockets | - NBA All-Rookie Second Team: - Immanuel Quickley, New York Knicks - Desmond Bane, Memphis Grizzlies - Isaiah Stewart, Detroit Pistons - Isaac Okoro, Cleveland Cavaliers - Patrick Williams, Chicago Bulls |

### Semanal
Os jogadores a seguir foram nomeados os Jogadores da Semana da Conferência Leste e Oeste.
| Prêmios semanais da NBA de 2020-21 |                                               |                                               |        |
| Semana                             | Conferência Leste                             | Conferência Oeste                             | Ref.   |
| 22 out - 27 out                    | Domantas Sabonis (Indiana Pacers) (1/1)       | Brandon Ingram (New Orleans Pelicans) (1/1)   | [ 57 ] |
| 22 dez - 3 jan                     | Tobias Harris (Philadelphia 76ers) (1/1)      | Stephen Curry (Golden State Warriors) (1/2)   | [ 58 ] |
| 4 jan - 10 jan                     | Jayson Tatum (Boston Celtics) (1/3)           | Luka Dončić (Dallas Mavericks) (1/3)          | [ 59 ] |
| 11 jan - 17 jan                    | Kevin Durant (Brooklyn Nets) (1/1)            | Damian Lillard (Portland Trail Blazers) (1/3) | [ 60 ] |
| 18 jan - 24 jan                    | Joel Embiid (Philadelphia 76ers) (1/1)        | Nikola Jokić (Denver Nuggets) (1/3)           | [ 61 ] |
| 25 jan - 31 jan                    | James Harden (Brooklyn Nets) (1/2)            | Nikola Jokić (Denver Nuggets) (2/3)           | [ 62 ] |
| 1 fev - 7 fev                      | Giannis Antetokounmpo (Milwaukee Bucks) (1/3) | De'Aaron Fox (Sacramento Kings) (1/2)         | [ 63 ] |
| 8 fev - 14 fev                     | Saddiq Bey (Detroit Pistons) (1/1)            | Devin Booker (Phoenix Suns) (1/3)             | [ 64 ] |
| 15 fev - 21 fev                    | James Harden (Brooklyn Nets) (2/2)            | Damian Lillard (Portland Trail Blazers) (2/3) | [ 65 ] |
| 22 fev - 28 fev                    | Giannis Antetokounmpo (Milwaukee Bucks) (2/3) | Devin Booker (Phoenix Suns) (2/3)             | [ 66 ] |
| 15 mar - 21 mar                    | Giannis Antetokounmpo (Milwaukee Bucks) (3/3) | Nikola Jokić (Denver Nuggets) (3/3)           | [ 67 ] |
| 22 mar - 28 mar                    | Terry Rozier (Charlotte Hornets) (1/1)        | De'Aaron Fox (Sacramento Kings) (2/2)         | [ 68 ] |
| 29 mar - 4 abr                     | Jrue Holiday (Milwaukee Bucks) (1/1)          | Luka Dončić (Dallas Mavericks) (2/3)          | [ 69 ] |
| 5 abr - 11 abr                     | Jayson Tatum (Boston Celtics) (2/3)           | Paul George (Los Angeles Clippers) (1/1)      | [ 70 ] |
| 12 abr - 18 abr                    | Julius Randle (New York Knicks) (1/1)         | Stephen Curry (Golden State Warriors) (2/2)   | [ 71 ] |
| 19 abr - 25 abr                    | Bradley Beal (Washington Wizards) (1/1)       | Luka Dončić (Dallas Mavericks) (3/3)          | [ 72 ] |
| 26 abr - 2 mai                     | Jayson Tatum (Boston Celtics) (3/3)           | Devin Booker (Phoenix Suns) (3/3)             | [ 73 ] |
| 3 mai - 9 mai                      | Russell Westbrook (Washington Wizards) (1/1)  | Bojan Bogdanović (Utah Jazz) (1/1)            | [ 74 ] |
| 10 abr - 16 mai                    | Trae Young (Atlanta Hawks) (1/1)              | Damian Lillard (Portland Trail Blazers) (3/3) | [ 75 ] |

## Transmissões na TV
Este é o quinto ano dos atuais contratos de nove anos com a ABC, ESPN, TNT e NBA TV.

## Ocorrências notáveis
- 29 de dezembro de 2020 - Russell Westbrook se tornou o segundo jogador depois de Oscar Robertson a registrar triplo-duplos em seus primeiros três jogos de uma temporada.[76]
- 29 de dezembro de 2020 - O Milwaukee Bucks estabeleceu o recorde de mais cestas de três pontos feitas em um jogo com 29 contra o Miami Heat, quebrando o recorde anterior de 27 estabelecido pelo Houston Rockets em 7 de abril de 2019.[77]
- 30 de dezembro de 2020 - LeBron James do Los Angeles Lakers se tornou o primeiro jogador a chegar a 1.000 jogos consecutivos da temporada regular com pelo menos 10 pontos.[78]
- 7 de janeiro de 2021 - Duncan Robinson do Miami Heat se tornou o jogador mais rápido da história da NBA a fazer 300 trios. Ele fez isso em um período de apenas 95 jogos, ultrapassando o recorde anterior de Luka Dončić e Damian Lillard em 117 jogos.[79]
- 9 de janeiro de 2021 - LaMelo Ball do Charlotte Hornets se tornou o jogador mais jovem a postar um triplo duplo na idade de 19 anos e 140 dias, superando o recorde anterior de Markelle Fultz, que registrou um triplo duplo aos 19 anos e 317 dias.[80]
- 23 de janeiro de 2021 - Stephen Curry do Golden State Warriors ultrapassou Reggie Miller e ocupou o segundo lugar na lista de mais cestas de três pontos de todos os tempos da NBA.[81]
- 12 de abril de 2021 - Stephen Curry ultrapassou Wilt Chamberlain como o melhor pontuador de todos os tempos do Golden State Warriors.[82]
- 1 de maio de 2021 - o Indiana Pacers derrotou o Oklahoma City Thunder por 152–95. A vitória por 57 pontos é a maior diferença de pontos de um time jogando fora de casa na história da NBA.[83]
- 10 de maio de 2021 - Russell Westbrook do Washington Wizards ultrapassou Oscar Robertson na lista dos jogadores com mais triplos duplos na carreira, com um total de 182.[84]
- 15 de junho de 2021 - Kevin Durant do Brooklyn Nets se tornou o primeiro jogador da história a conseguir um triplo-duplo de pelo menos 45 pontos, 15 rebotes e 10 assistências em um jogo de playoff. Ele terminou a partida com 49 pontos, 17 rebotes e 10 assistências.[85]